# Chris Ware
Chris Ware   (Omaha, 28 de desembre de 1967) nom artistic de Franklin Christenson Ware és un comicaire estatunidenc, principalment conegut per la seva sèrie The Acme Novelty Library, que inclou la novel·la gràfica Jimmy Corrigan, the Smartest Kid on Earth. Nascut a Omaha, Nebraska. Actualment resideix a Oak Park, Illinois.
La seva novel·la gràfica Jimmy Corrigan, the Smartest Kid on Earth li ha permès obtenir el reconeixement tant de la crítica com del públic, sent publicada en múltiples països i havent obtingut abundants guardons (va guanyar, entre d'altres, el Guardian First Book Award de 2001 -sent la primera vegada que una novel·la gràfica guanya un premi literari al Regne Unit- i també el premi al millor àlbum al Festival del Còmic d'Angulema, França el 2003). La seva obra, a més, ha sortit dels mitjans impresos per arribar als circuits habituals de l'art, sent exposada en diversos museus, com el Whitney Museum of American Art (2002) i el Museum of Contemporary Art, Chicago (2006).
El seu estil, inspirat principalment en els dibuixants de còmics nord-americans de principis del segle XX (Winsor McCay i Frank King, entre d'altres) i el disseny gràfic de les publicacions d'aquesta època, encara que de vegades acusat de fred, demostra un domini exquisit de les capacitats del medi, així com un afany continu d'experimentació, podent considerar-se a Chris Ware com uns dels principals renovadors del gènere en l'actualitat.